# لبرا د انسیا
لبرا د انسیا (به اسپانیایی: Lobera de Onsella) یک دهستان در اسپانیا است که در استان ساراگوسا واقع شده‌است. لبرا د انسیا ۳۲ کیلومتر مربع مساحت و ۶۲ نفر جمعیت دارد.